# Wilmer López
Wilmer López Arguedas (ur. 8 marca 1971 w Alajueli) – kostarykański piłkarz grający na pozycji defensywnego pomocnika.

## Kariera klubowa
Karierę piłkarską López rozpoczął w klubie AD Carmelita. 5 stycznia 1992 roku zadebiutował w pierwszej lidze Kostaryki w meczu z ASODELI. W Carmelicie grał do końca sezonu 1992/1993, a po nim przeszedł do silniejszego LD Alajuelense. Od początku stał się podstawowym zawodnikiem tego klubu, a swoje pierwsze sukcesy w karierze osiągnął w 1996 roku. Wraz z zespołem wygrał Copa Interclubes UNCAF, a także wywalczył swój pierwszy w karierze tytuł mistrza kraju. W 1997 roku powtórzył ten drugi sukces, a w 1998 odszedł do kolumbijskiego Deportes Tolima. Spędził tam jednak krótki okres i po paru tygodniach wrócił do Alajuelense. W 2000 roku znów został mistrzem ligi, a sukces ten powtórzył jeszcze w kolejnych trzech latach oraz w 2005 roku, łącznie z Alajuelense siedmiokrotnie wygrywając tytuł mistrzowski w kraju. Sukcesy wraz z partnerami odnosił także na arenie międzynarodowej. W 2002 roku sięgnął po drugi Copa Interclubes UNCAF (zdobył go także w 2005 roku), a w 2004 wygrał Puchar Mistrzów CONCACAF, pierwszy dla Alajuelense od 1986 roku. W 2007 roku odszedł z klubu po 14 latach gry. Został zawodnikiem Municipal Pérez Zeledón.

## Kariera reprezentacyjna
W reprezentacji Kostaryki López zadebiutował 6 sierpnia 1995 roku w przegranym 0:3 towarzyskim meczu z Japonią. W 2002 roku został powołany przez Alexandre Guimarãesa do kadry na Mistrzostwa Świata 2002. Tam był podstawowym zawodnikiem kostarykańskiego zespołu i wystąpił we wszystkich trzech grupowych meczach: wygranym 2:0 z Chinami, zremisowanym 1:1 z Turcją i przegranym 2:5 z Brazylią. Karierę reprezentacyjną zakończył w 2003 roku. W kadrze narodowej rozegrał 78 spotkań i zdobył 6 goli.